# Andréi Gordéyev

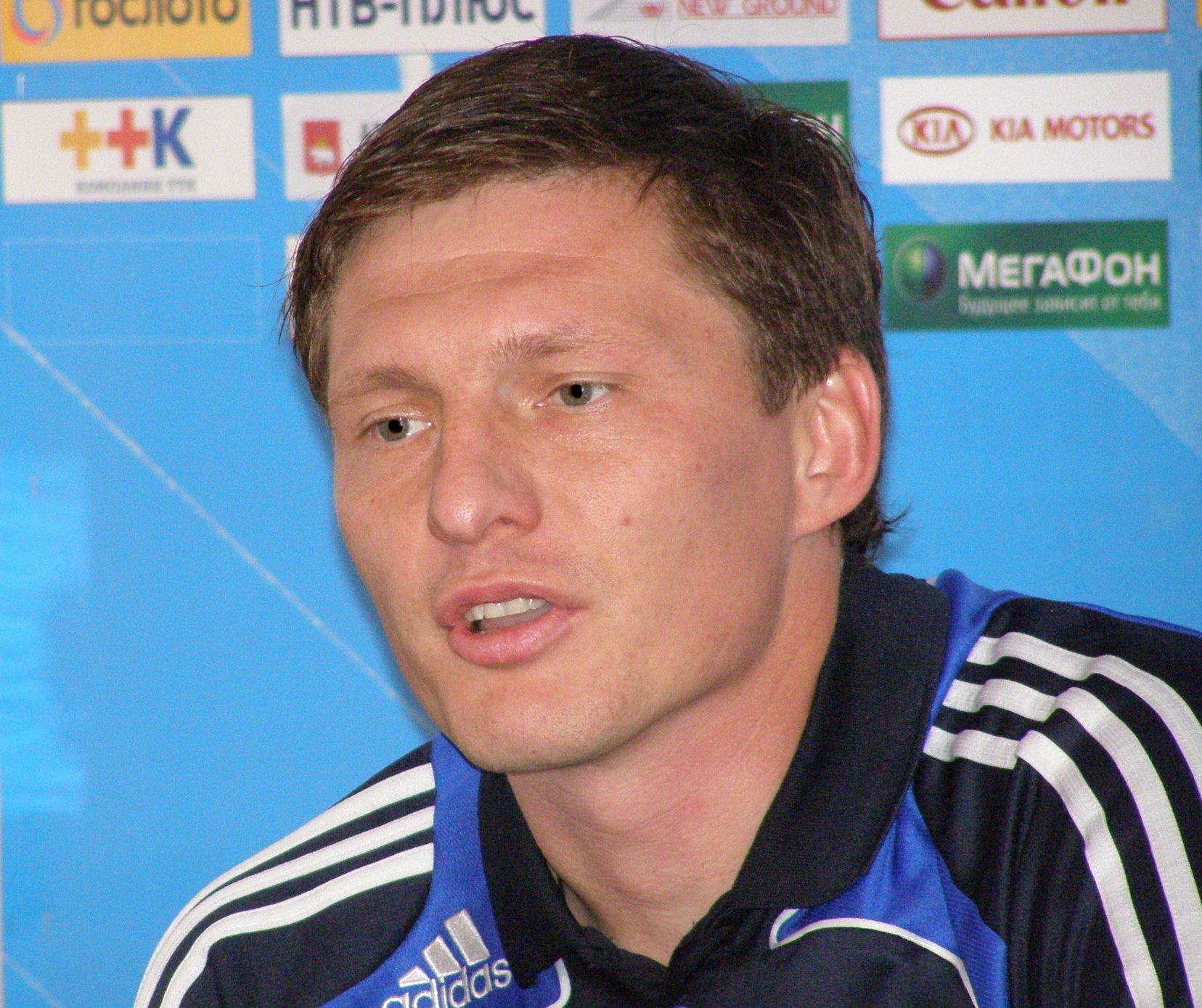

Andréi Lvóvich Gordéiev (en ruso: Андрей Львович Гордеев; 1 de abril de 1975) es un exfutbolista que jugaba de defensor y  entrenador de fútbol ruso.Actualmente entrena al FC Urozhay Krasnodar. 

## Carrera como jugador
Empezó su carrera profesional en 1992 en el equipo FC TRASKO Moscú pasando a formar parte del FC SUO Moscú que posteriormente pasó a llamarse  FC Chertanovo Moscú antes de llegar al Dinamo Moscú en 1996. En 1999 ficha por FC Anzhi Majachkalá en el que militó hasta 2004, año en el que se fue al FC Fakel Vorónezh.Después de militar en el equipo de Vorónezh pasa a formar parte del Sportakademklub Moscú donde finalmente se retiraría.
| Club                  | País  | Periodo   |
| --------------------- | ----- | --------- |
| FC TRASKO Moscú       | Rusia | 1992      |
| FC SUO Moscú          | Rusia | 1993-1995 |
| Dinamo Moscú          | Rusia | 1996-1998 |
| FC Anzhi Majachkalá   | Rusia | 1999-2004 |
| FC Fakel Vorónezh     | Rusia | 2005-2006 |
| Sportakademklub Moscú | Rusia | 2007      |

## Carrera como entrenador
Después de terminar su carrera como jugador pasó a formar parte de las filas del FC Saturn Rámenskoye como entrenador del filial. De 2009 al 2011 pasó a entrenar al primer equipo que militaba en la Liga Premier de Rusia. Ese mismo año también entrena al FK Metalurg Donetsk ucraniano durante cinco meses para volver ese mismo año a Rusia para entrenar al FK Anzhí Majachkalá, primero como segundo entrenador y luego como primero en calidad de interino.
En 2014 entrena al FC Sibir Novosibirsk de la Liga Nacional de Fútbol de Rusia, segundo nivel del país, por una temporada. La siguiente, 2015/16, ficha por el FC Mordovia Saransk de la Premier, que acabaría descendiendo, del que sustituido por los malos resultados.
Antes de entrenar a las Selecciones de Rusia Sub-18, 2017/18, y Sub-19, 2018/19, estuvo entrenando al FC SKA-Jabarovsk.
Al iniciarse la temporada 2019/20 pasó a entrenar al FC Urozhay Krasnodar

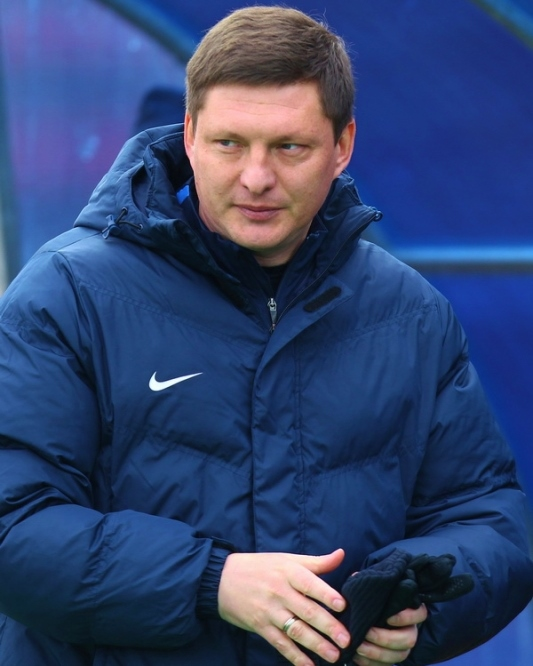
En su etapa en el FC Mordovia Saransk

| Club                                     | País    | Periodo        |
| ---------------------------------------- | ------- | -------------- |
| FC Saturn (Cantera)                      | Rusia   | 2008-2009      |
| FC Saturn (segundo entrenador)           | Rusia   | 2009           |
| FC Saturn                                | Rusia   | 2010-2011      |
| FK Metalurg Donetsk                      | Ucrania | 2011           |
| FK Anzhí Majachkalá (segundo entrenador) | Rusia   | 2011           |
| FK Anzhí Majachkalá                      | Rusia   | 2011-2013      |
| FC Sibir Novosibirsk                     | Rusia   | 2014-2015      |
| FC Mordovia Saransk                      | Rusia   | 2015-2016      |
| FC SKA-Khabarovsk                        | Rusia   | 2017           |
| Selección Sub-18                         | Rusia   | 2017-2018      |
| Selección Sub-19                         | Rusia   | 2018-2019      |
| FC Urozhay Krasnodar                     | Rusia   | 2019- Presente |